# Bašlyk

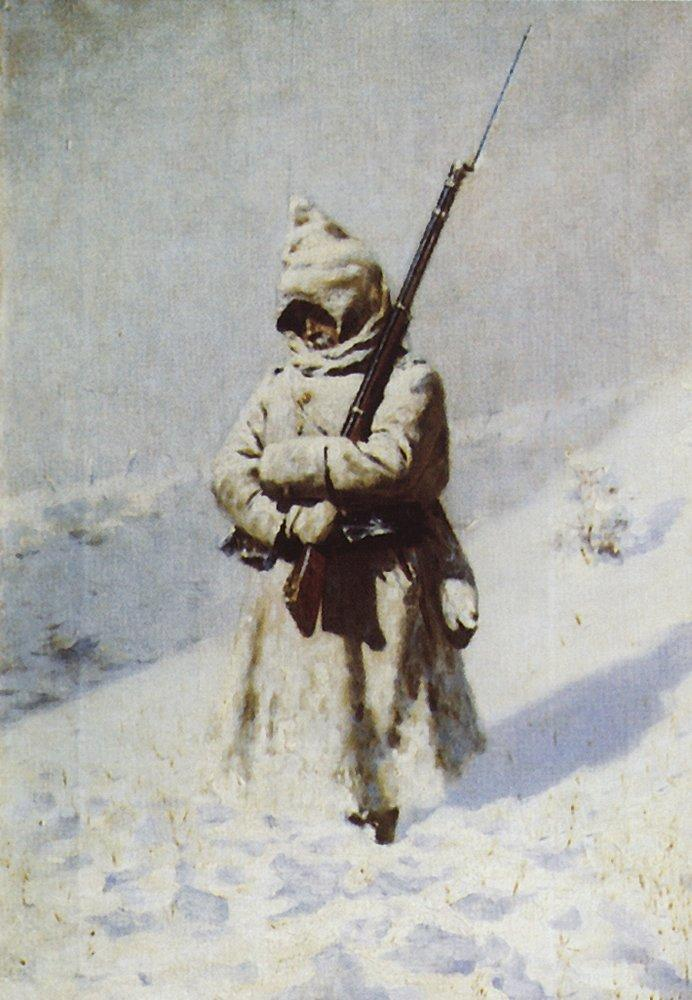
Soldato nella neve di Vasilij Vereščagin. Il soldato indossa un bašlyk per proteggersi dalle intemperie.

Il bašlyk (dal turco Başlık — «per la testa») è un cappuccio di lana (più raramente in cotone o cuoio) appuntito, con due lati lunghi che possono essere avvolti intorno al collo come una sciarpa.
Diffusa tra i popoli del Caucaso e della steppe a nord di esso (compreso tra i Cosacchi del Kuban'), il bašlyk viene indossato sopra l'elmetto od il cappello. È diventato parte della divisa dell'armata imperiale russa nella seconda metà del XIX° secolo, continuerà ad esserlo sino al 1917.

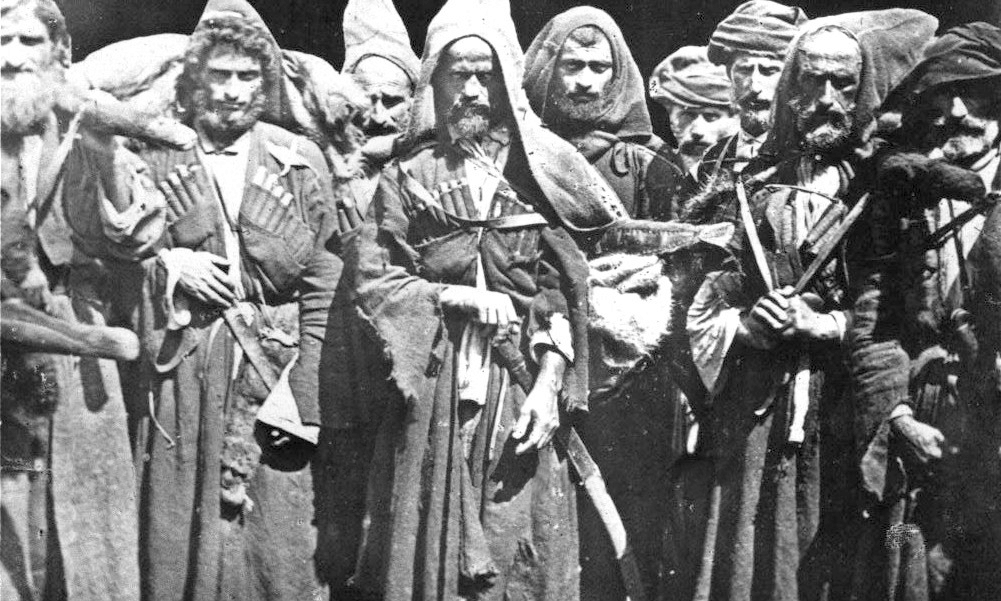
Abcasi che portano il bašlyk (verso il 1860).